# Tomasz Kasprzyk (muzyk)
Tomasz Jacek Kasprzyk (ur. 17 sierpnia 1970) – polski muzyk, kompozytor, producent muzyczny, inżynier dźwięku i multiinstrumentalista, a także dziennikarz radiowy i telewizyjny. Absolwent Akademii Muzycznej im. Grażyny i Kiejstuta Bacewiczów w Łodzi. Członek Akademii Fonograficznej ZPAV. Krytyk, felietonista i recenzent muzyczny, stale współpracujący m.in. z magazynami „Gitarzysta”, „Basista”, „Estrada i Studio”, „Machina” oraz telewizjami: TVP, TVN, Polsat i TV4. Endorser instrumentów firmy Mayones.

## Życiorys
Pracę dziennikarską zaczynał w łódzkim Radio Classic FM, gdzie pełnił funkcję szefa redakcji muzycznej. Od 2001 roku związany był z RMF FM. Współtwórca i prowadzący m.in. takich audycji jak: „Dragony RMF FM”, „Gwiazdozbiór Smoka”, „Wakacje Pod Kryptonimem”. Współtworzył także rozgłośnie RMF Maxxx i RMF Classic. Z RMF FM odszedł w sierpniu 2005 roku.
Następnie związał się z grupą Eurozet. Był dyrektorem programowym w rozgłośni Antyradio. Prowadzi autorską audycję w tejże rozgłośni – „Kasprologia”. W latach 2010–2015 i ponownie w 2019 prowadził w weekendy morning show Radia Zet – Dzień dobry bardzo. Od stycznia 2019 do marca 2022 prowadził w Radiu Zet autorski program Coolturalny wieczór.
Jako muzyk współpracował m.in. z takimi wykonawcami jak: Varius Manx, Red CPN, Outer Space, Young Jazz Orchestra, De Sejm, Kenya, Karate Music, Five Lines, Perfect, Bracia, Polish Camerata, Mech, Ocean, Deriglasoff, Oddział Zamknięty, Proletaryat, Big Cyc, Chassis oraz Hunter. Współpracował również z Teatrem Wielkim i Teatrem Muzycznym w Łodzi oraz z warszawskim Teatrem Roma. W latach 2012–2015 był członkiem zespołu Deriglasoff.

## Dyskografia
- Varius Manx – Eta (2001, Pomaton EMI)[10]
- Mech – ZWO (2012, Metal Mind Production)[11]
- Deriglasoff – XXX (2014, Mystic Production)[12]
- Hunter – Imperium (2013, Tune Project)[13]
- Beata Osytek, Agnieszka Szczepaniak – Nocny Tramwaj (2014, Luna Music)[14]
- Closterkeller – ReScarlet (2015, Universal)[15]
- Farben Lehre – Trzy Dekady (2016, Lou & Rocked Boys)[16]
- Closterkeller – Viridian (2017, Universal)[17]